# Grodziskie
 (juin 2018).

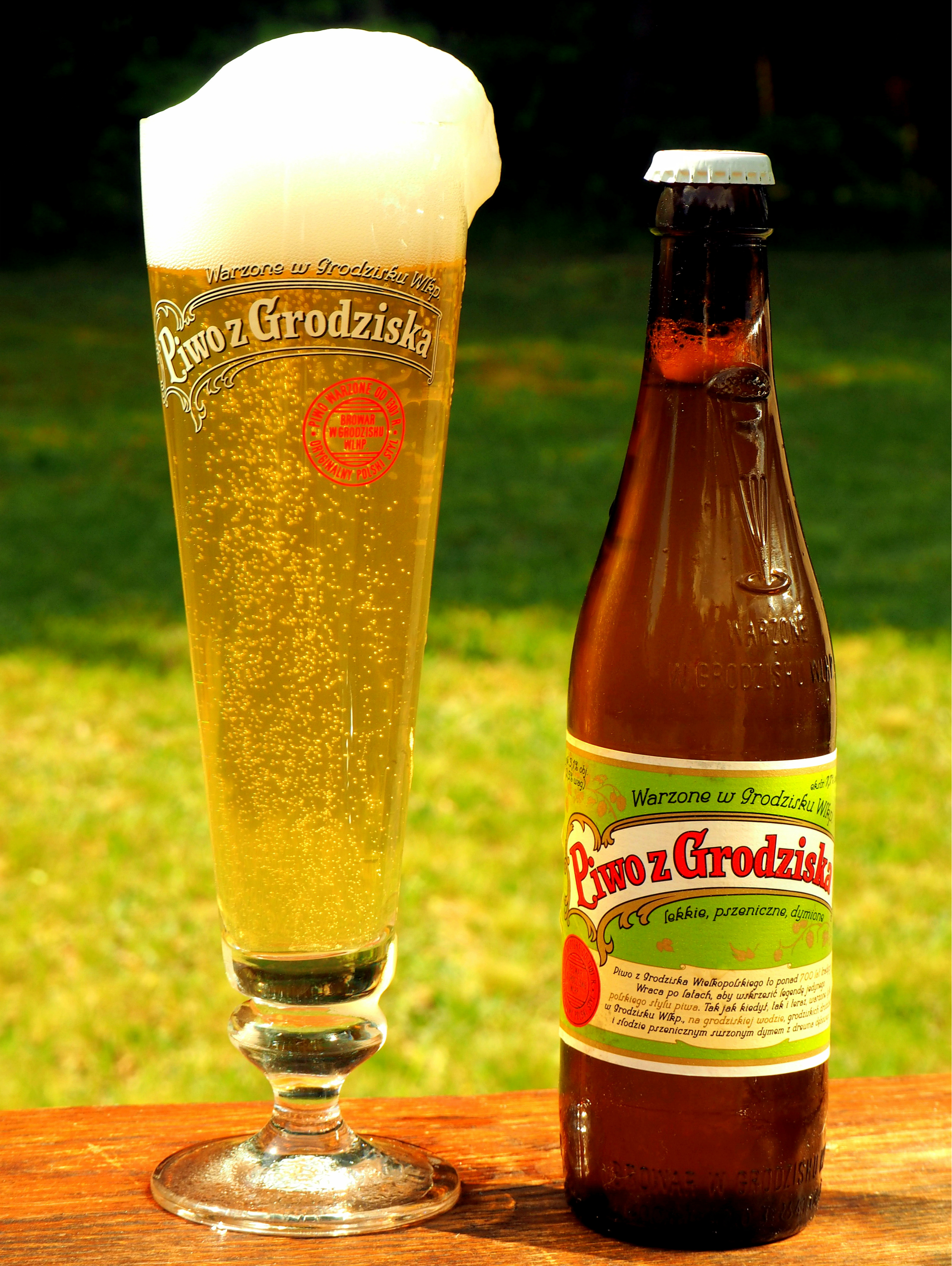
La grodziskie produite à la brasserie à Grodzisk Wielkopolski

La grodziskie (prononciation : [ɡrɔˈd͡ʑiskʲɛ]) ou grodzisz (Grätzer en allemand) est un type de bière de fermentation haute originaire de la ville de Grodzisk Wielkopolski en Pologne. Très légère en alcool (2,5 à 3,3 %), elle est une bière de blé produite à partir de malts fumés au bois de chêne.

## Histoire
La bière reflète la tradition brassicole médiévale de la ville de Grodzisk Wielkopolski (aussi connue sous le nom de Grätz sous le règime prussien et allemand). À la fin du XIXe siècle et au début du XXe siècle sa renommée et sa popularité s'est rapidement étendue à d'autres parties du monde. La production a baissé après la fin de la Seconde Guerre mondiale et a cessé tout à fait dans les années 1990. Grâce aux travaux de PSPD (Association polonaise des brasseurs amateurs) la recette a été reconstituée. La brasserie à Grodzisk Wielkopolski a été rouverte en 2015.

## Description
La grodziskie est une bière blonde légère avec une bonne amertume, sans acidité. Elle se distingue par ses notes fumées. La bière doit être limpide et sa carbonation élevée permet de former une mousse abondante. Elle est parfois appelée le « champagne polonais ». Son goût est comparable à une Pilsner mais fumée.